# Ghetto de Venise

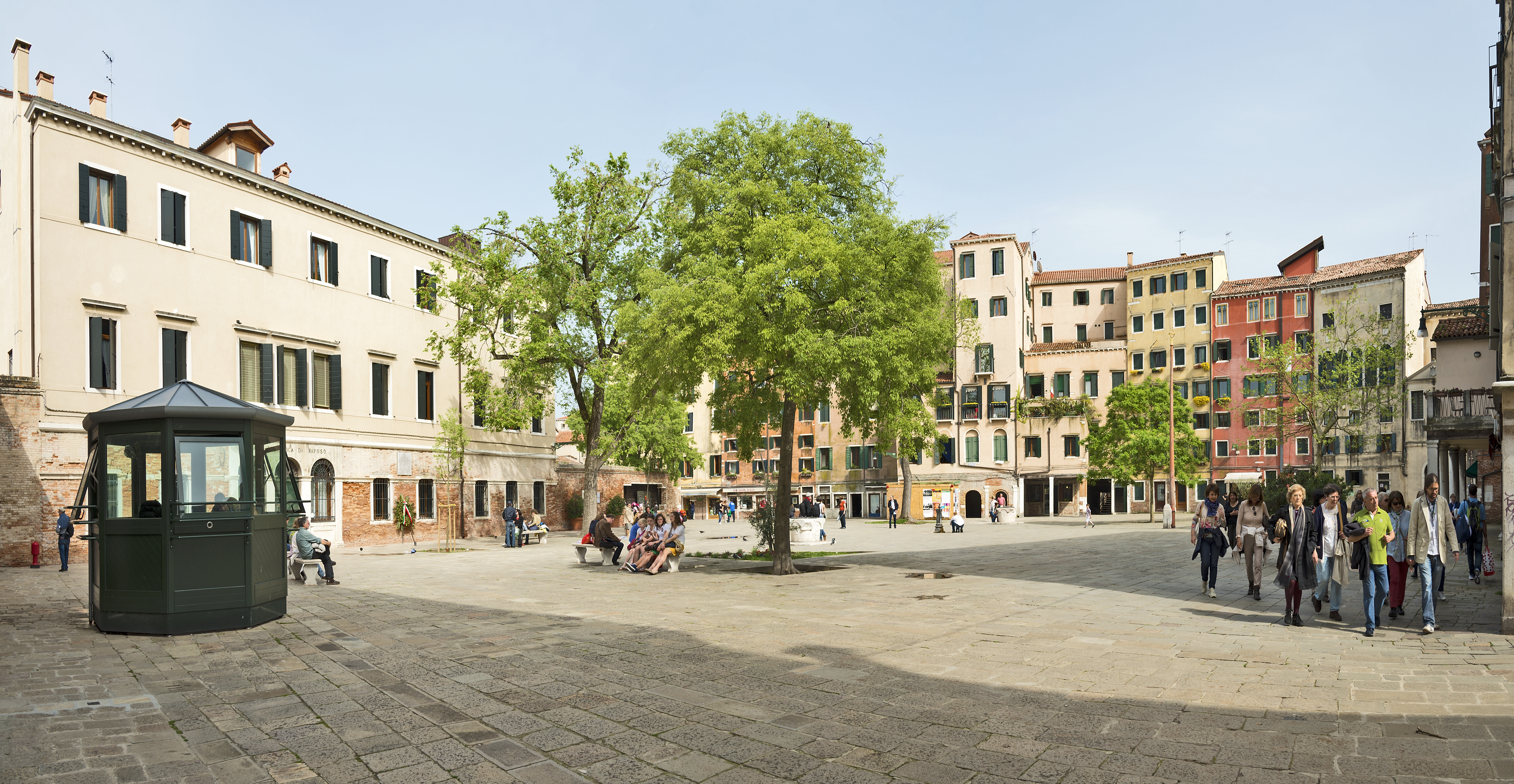
La place principale du ghetto de Venise avec un poste de carabinieri devant la Casa Israelitica di Riposo.

Le  ghetto de Venise est une zone close de cette ville où les Juifs furent forcés de résider séparés du reste de la population de 1516 jusqu’à l'occupation de la ville par Bonaparte en 1797. Situé dans le quartier (sestiere) de Cannaregio, ce ghetto est le premier de l’histoire et va donner son nom à toutes les zones similaires créées par la suite en Europe.

## Étymologie
L’origine du terme ghetto est discutée, avec deux hypothèses principales portant sur une étymologie hébraïque et une étymologie vénitienne qui, dans ce cas précis, ne s'excluent pas forcément. La première hypothèse fait provenir le terme ghetto de l'hébreu ghet (גט) dans le sens de « à part », concept juridique désignant initialement l’acte de divorce de deux époux puis élargi par métonymie à la séparation géographique, dans une ville, selon les religions des habitants. La seconde hypothèse, de plus en plus diffusée depuis la fin du XXe siècle, fait dériver ghetto du vénitien getto : « fonderie de cuivre » (geto de rame) dans Venise, destination initiale du lieu, lui-même dérivé de l'ancien italien ghet(t)are, « jeter » , en référence aux déchets de la fonderie de bombardes (canons en cuivre) qu'on y jetait, tels que les scories du filage du cuivre, les moules cassés, le calcaire. Toutefois, en Vénétie et plus généralement en Italie, les quartiers juifs étaient communément appelés Giudecca (en français « juiverie ») comme c'est le cas à Venise et à Burano et par ailleurs gheto ou ghetto est attesté ailleurs en Europe. Pour soutenir l’origine vénitienne du toponyme, attesté à la fin du XIIIe siècle pour désigner les fonderies de cuivre, on suppose un glissement terminologique opéré sur la prononciation qui évolue du \dʒɛ.to\ vénitien en \ɡɛ.to\ avec un h (phonétique) qui viendrait de la prononciation plus gutturale des Juifs ashkénazes d'Europe centrale établis à Venise.

## Histoire

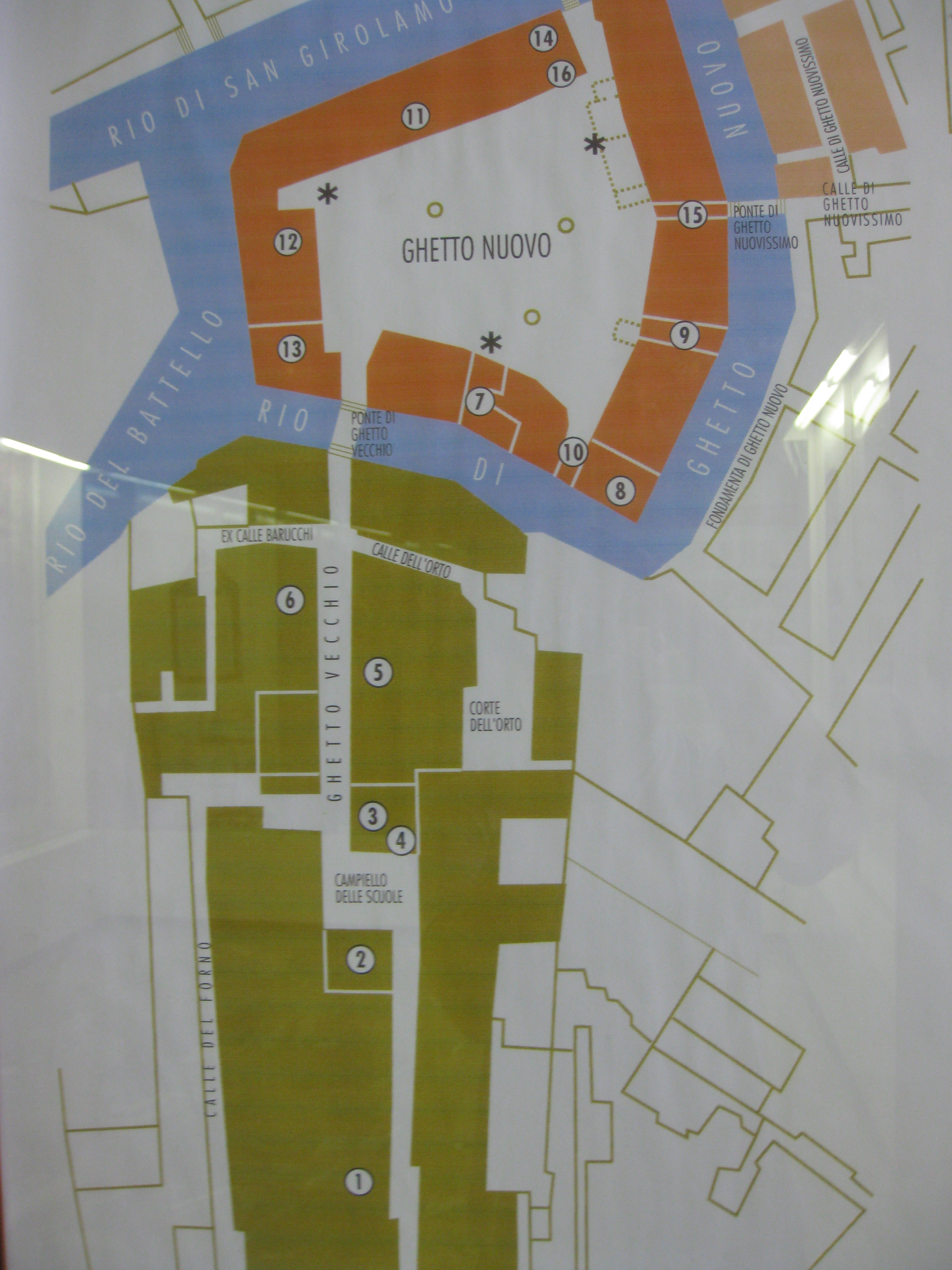
Plan : 1/ Plaque du décret de 1704 ; 2/ Scola Spagnola ; 3/ Scola Levantina ; 4/ Scola Luzzatto ; 5/ Midrash Leon da Modena ; 6/ Midrash Vivante ; 7/ Scola Italiana ; 8/ Scola Canton ; 9/ Scola grande Tedesca (à l'étage du musée d'art hébraïque) ; 10/ Scola Canton (dôme en bois) ; 11/ Casa di reposa ; 12/ Monument de la Shoah ; 13/ Scola Mesullalim ; 14/ Scola Luzzatto ; 15/ Scola Kohanim ; 16/ Monument « Ultime treno ».

### Avant la fondation
La présence de Juifs à Venise est attestée dans un document dès le Xe (lettre du doge Pietro Candiano envoyée au roi de Germanie et à l’archevêque de Mayence en 932). En effet, la population juive européenne et levantine subit une persécution pendant les croisades. La peste noire fait nourrir de nouvelles accusations d'empoisonnement contre les Juifs ashkénazes qui subissent des massacres et des pogroms en pays germaniques, aussi certains d'entre eux trouvent refuge dans la république de Venise. En 1381, est signé un contrat, le condotta (it), qui autorise leur installation mais limite leur activité au prêt sur gage, à l'usure (activités interdites canoniquement aux chrétiens) et à la vente de fripes, et leur impose le port d'un signe distinctif, un O de toile jaune cousu sur leurs vêtements (rapidement abandonné pour un bonnet rouge).
Renouvelée sans discontinuité, cette licence reflète l'attitude ambivalente des autorités. Elles sont sensibles à l'hostilité de la population et aux craintes des commerçants, qui voient dans ces nouveaux venus de possibles rivaux, si bien que la Sérénissime impose aux Juifs un statut discriminatoire. Mais les autorités refusent de les expulser car l'esprit de tolérance des Vénitiens va de pair avec leur souci de préserver le commerce qui fait la richesse de la République, et les Juifs participent à l'essor économique de la République vénitienne. De plus, les guerres avec Gênes ont vidé les caisses de la ville et il faut trouver des capitaux à emprunter.
Lorsque les fournitures de munitions en provenance de la fonderie vénitienne ne suffisent plus à soutenir l'expansion de la cité sur la terre ferme, la production est déplacée à l'Arsenal. En conséquence, on ferme la fonderie en 1434. L'île, qui était reliée à la fonderie de cuivre par un simple pont de bois traversant un petit canal dans lequel étaient évacués les déchets de la fonderie, est vendue aux enchères. Marco Ruzini, le noble qui l'achète, fait raser quelques-uns des bâtiments de la fonderie et y fait édifier sa résidence. Le 20 novembre 1455, les frères Da Brolo, Costantino et Bartolomeo, achètent l'île pour y aménager une cour de 25 maisons approvisionnées par trois puits (toujours existants).

### Origine
L'idée de quartier séparé pour les Juifs remonte au concile de Latran en 1215.
À la suite de la Reconquista catholique en Espagne et de l'Inquisition de Torquemada, de nombreux Juifs fuient le royaume espagnol et viennent grossir les rangs de la communauté vénitienne. De plus, à la fin du quinzième siècle, la découverte de l’Amérique et la nouvelle route vers l’Inde découverte par Vasco de Gama ouvre la voie à des nouveaux concurrents qui vont fragiliser les ressources financières de Venise, et donc la décision d’autoriser les prêteurs juifs qui « faisaient banque » à s’installer à Venise dans les années 1501-1502. La population s'inquiète de ce nouvel afflux.

### Création
Le 27 mars 1516, le sénateur Zaccaria Dolfin propose de les confiner sur une île dans le quartier de Cannaregio. Le 29 mars 1516, le Sénat de la république de Venise publie un décret pour fondation du ghetto dans ce quartier. Le choix du site est déterminé par sa situation à la périphérie de la ville et par le fait qu'il n'abrite pas d'église chrétienne et qu'il est facile à contrôler grâce à la construction de deux portes qui sont fermées le soir. Les Juifs sont parqués la nuit autant pour les protéger que pour les surveiller. Ils doivent en outre porter un habit distinctif, une rouelle jaune remplacée quelques années plus tard par un béret de la même couleur.
La communauté devra également s’acquitter chaque année de la somme de 14.000 ducats.
La résidence dans ce quartier est également imposée aux Juifs vénitiens dans le but de subir une prédication forcée par les ordres prêcheurs et mendiants, un courant théologique minoritaire, mais appuyé par plusieurs décisions papales affirmant que la parousie aurait lieu une fois que tous les Juifs auront été convertis au christianisme.
Au total, ce sont 700 juifs qui vivent sur la Lagune qui sont déplacés dans ce quartier.

### Evolution
Le quartier est progressivement agrandi, par l'ajout de la petite île appelée initialement « terreno del ghetto » (terrain du ghetto), puis Ghetto Nuova (1516, appelée plus communément Ghetto Nuovo), le Ghetto Vecchio en 1541 (année qui voit les Juifs levantins contraints d'être confinés dans le ghetto) enfin, en 1633, le Ghetto Nuovissimo. Divisée en trois « nations » (allemande, levantine et ponantine), la communauté juive compte plus de 5 000 personnes au XVIIe, 1 600 personnes lors de l'occupation de la ville par les troupes de Napoléon le 12 mai 1797.
Le 7 juillet 1797, les portes de l’ancien quartier juif isolé sont abattues par les troupes françaises : les Juifs sont émancipés au nom des valeurs de la Révolution (« liberté, égalité, fraternité ») en échange de leur alliance, mais les plus pauvres restent dans le Ghetto et bon nombre de ses habitants avaient quitté depuis longtemps le quartier à la suite de son déclin économique au XVIIIe. Le Ghetto est cependant rétabli par les Autrichiens en 1804. Un bon nombre de bâtiments est détruit en 1844 et remplacé par la Casa di Riposo (maison de retraite, originellement créée comme un centre ouvrier pour donner du travail aux Juifs les plus pauvres). Il faut attendre la libération de Venise et son rattachement au jeune royaume d'Italie en 1866 pour la suppression définitive du ghetto. Entre 1943 et 1944, sous occupation allemande, 200 juifs sur les 1200 habitants du ghetto sont déportés vers Auschwitz, seuls huit reviennent ; les autres se sont cachés dans la ville, à la campagne ou en Suisse. Au début du XXIe, la communauté juive vénitienne compte quelque 450 membres dont quelques familles vivant dans le Ghetto.
C'est dans ce quartier que l'on rencontre des immeubles parmi les plus élevés de la ville, parfois de six ou huit étages. En effet, du fait de l'impossibilité de construire de nouvelles habitations au sein de ces quartiers limités et clos, les habitations se sont développées verticalement. La réhabilitation des bâtiments vétustes du ghetto a commencé depuis les années 1990 mais les investissements nécessaires expliquent son ampleur limitée.

### Place de la communauté juive

L'entrée du Ghetto sur Fontamenta di Cannaregio

Bien que contrôlée, l'activité commerciale des juifs dans ce ghetto a longtemps été florissante. Ayant gardé des liens de confiance avec les communautés juives disséminées en Europe et en Méditerranée, ils vont établir de nouvelles routes commerciales vers Alexandrie, Constantinople, Anvers et Amsterdam et contribuèrent à faire la richesse de Venise.
Et l'activité religieuse et culturelle était aussi très intense, les Juifs vénitiens étant autorisés à étudier à la prestigieuse université de Padoue, si bien que le ghetto de Venise est devenu un centre d'études juives.
Parmi les résidents notables du ghetto figurent les rabbins Simone Luzzatto et Léon de Modène, dont la famille est originaire de France, ainsi que sa disciple Sara Copia Sullam, écrivaine accomplie, rhétrice (épistolaire) et salonnière. L'éditeur Daniel Bomberg, le célèbre verrier Meir Magino et la journaliste Margherita Sarfatti viennent aussi du ghetto.

## Lieux et monuments
Les monuments les plus remarquables du quartier sont les synagogues (caractérisées par leur lanterneau recevant la lumière du toit et leurs inscriptions talmudiques sur les murs, rappelant qu'elles sont un substitut du temple de Jérusalem), par le passé au nombre de neuf, aujourd'hui cinq. Par ordre chronologique :
- La Schola grande Tedesca (1528)
- La Schola Canton (1532)
- La Schola Levantina (1538)
- La Scola Spagnola (Synagogue espagnole de Venise, 1555, restaurée en 1635 par Longhena)
- La scola Italiana (1575)

Elles peuvent se visiter ainsi que le musée d'art hébraïque (fondé en 1954), mais par petits groupes. Elles sont fermées aux visites le samedi.

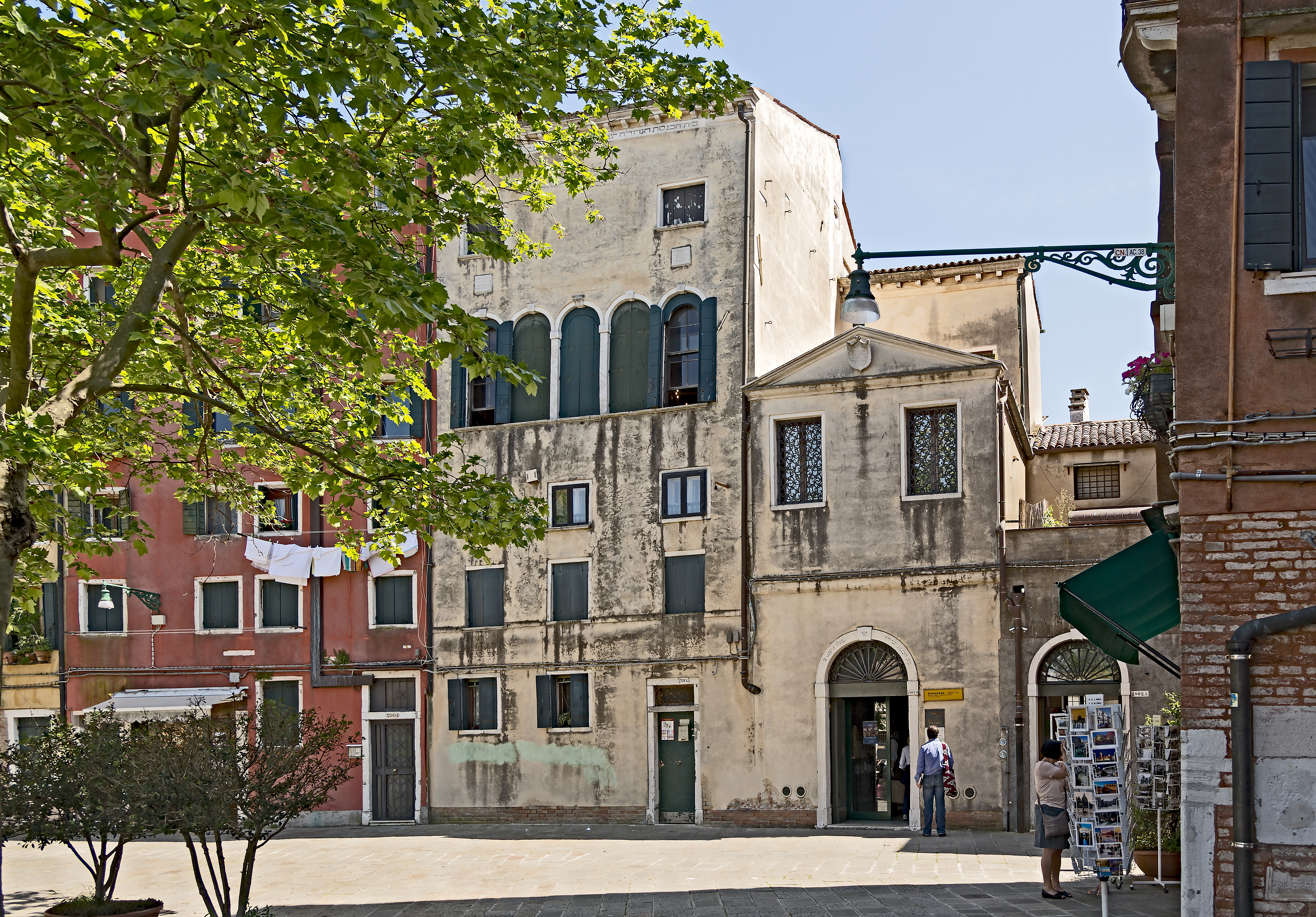
La Scola Grande Tedesca et la Scola Canton
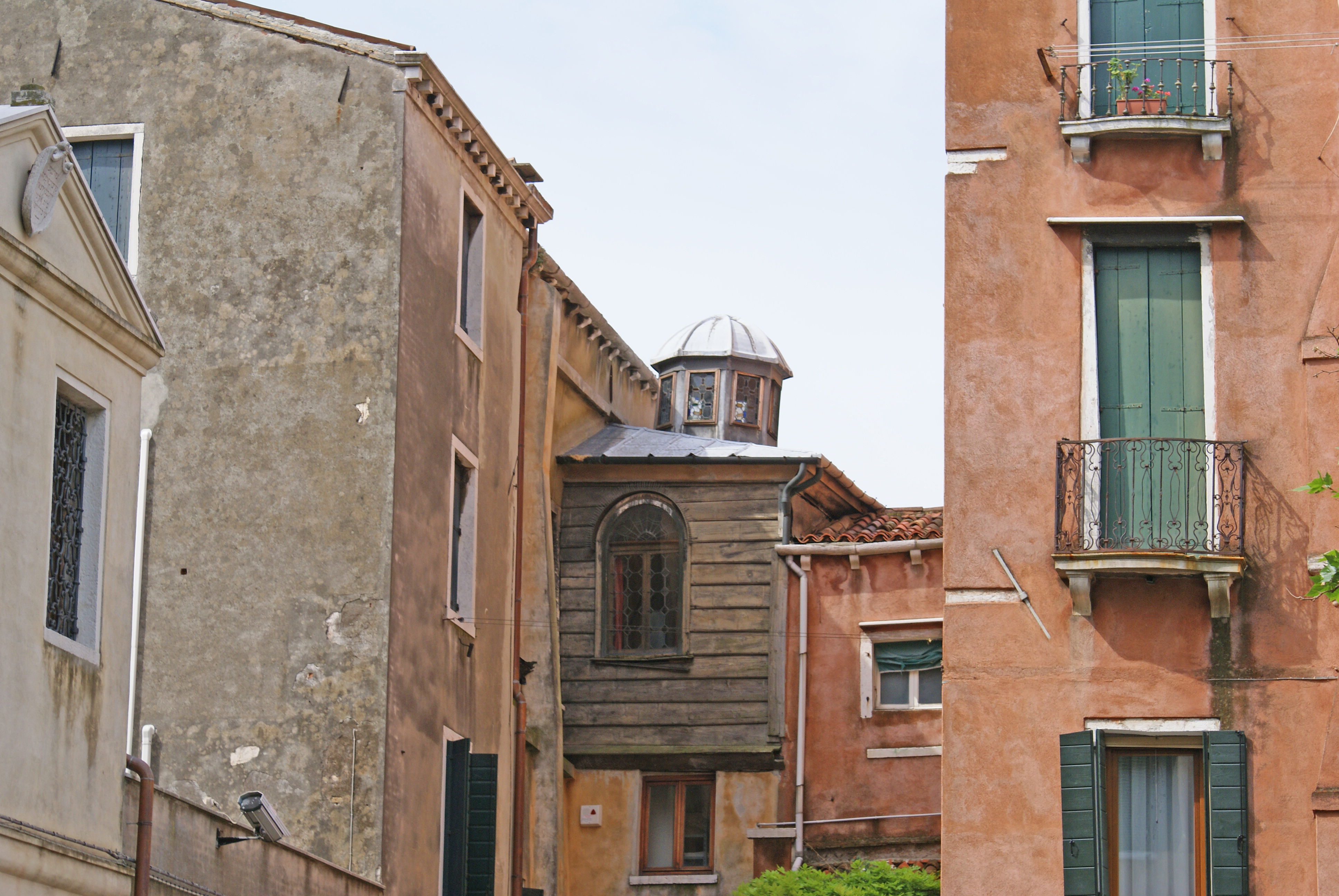
Dôme en bois de la Schola Canton
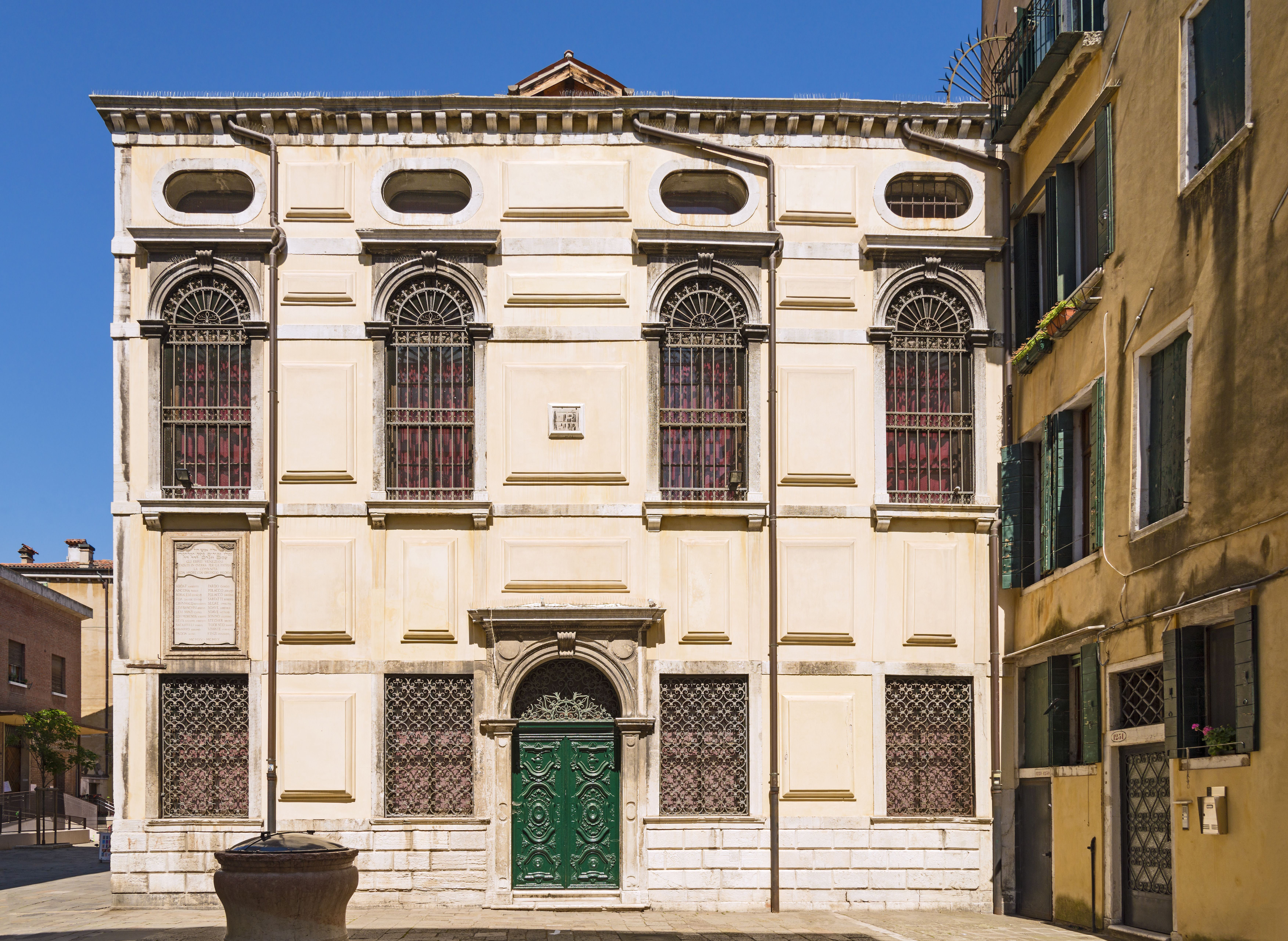
La schola Levantina - La façade
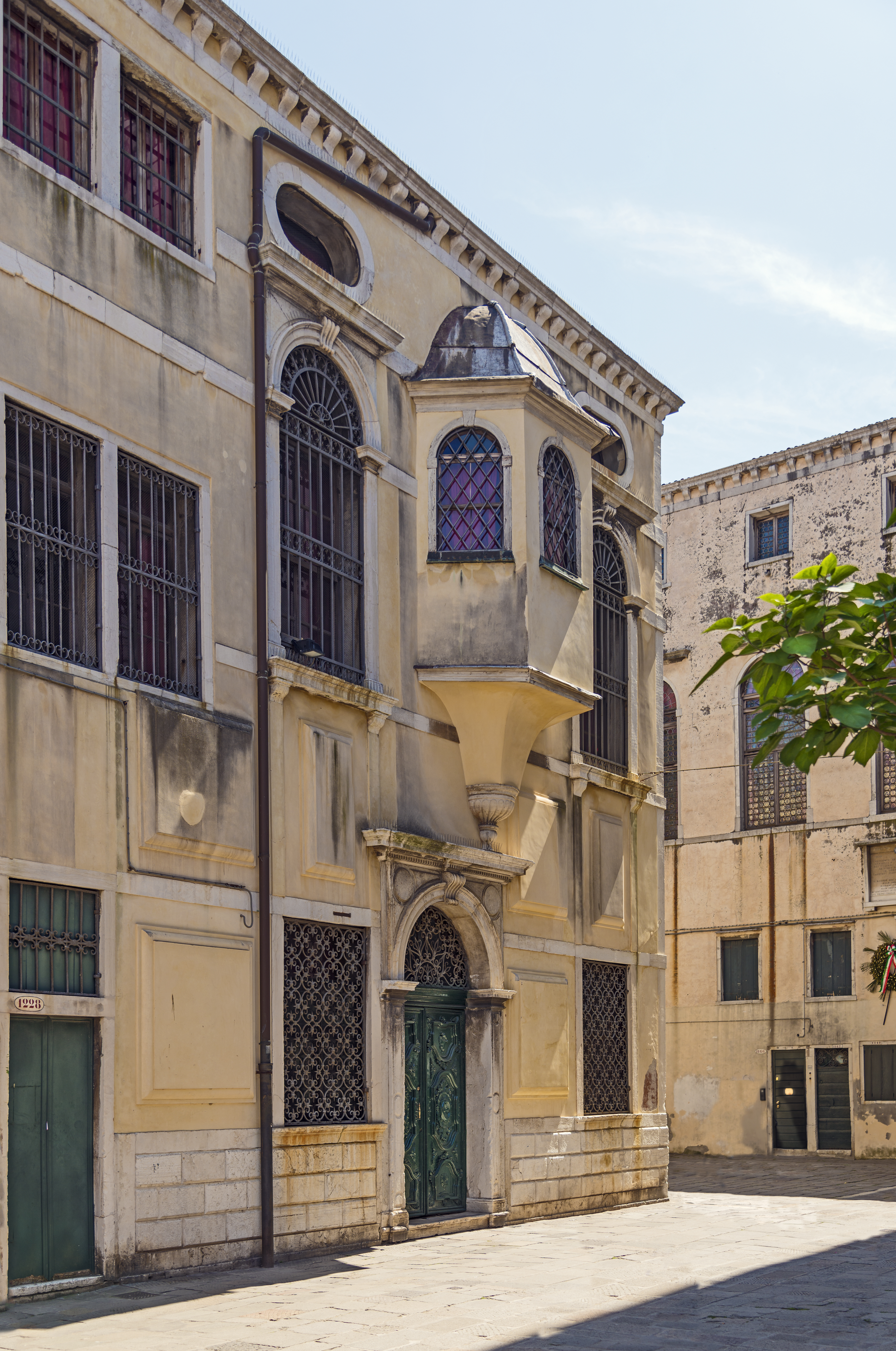
La schola Levantina - La bimah
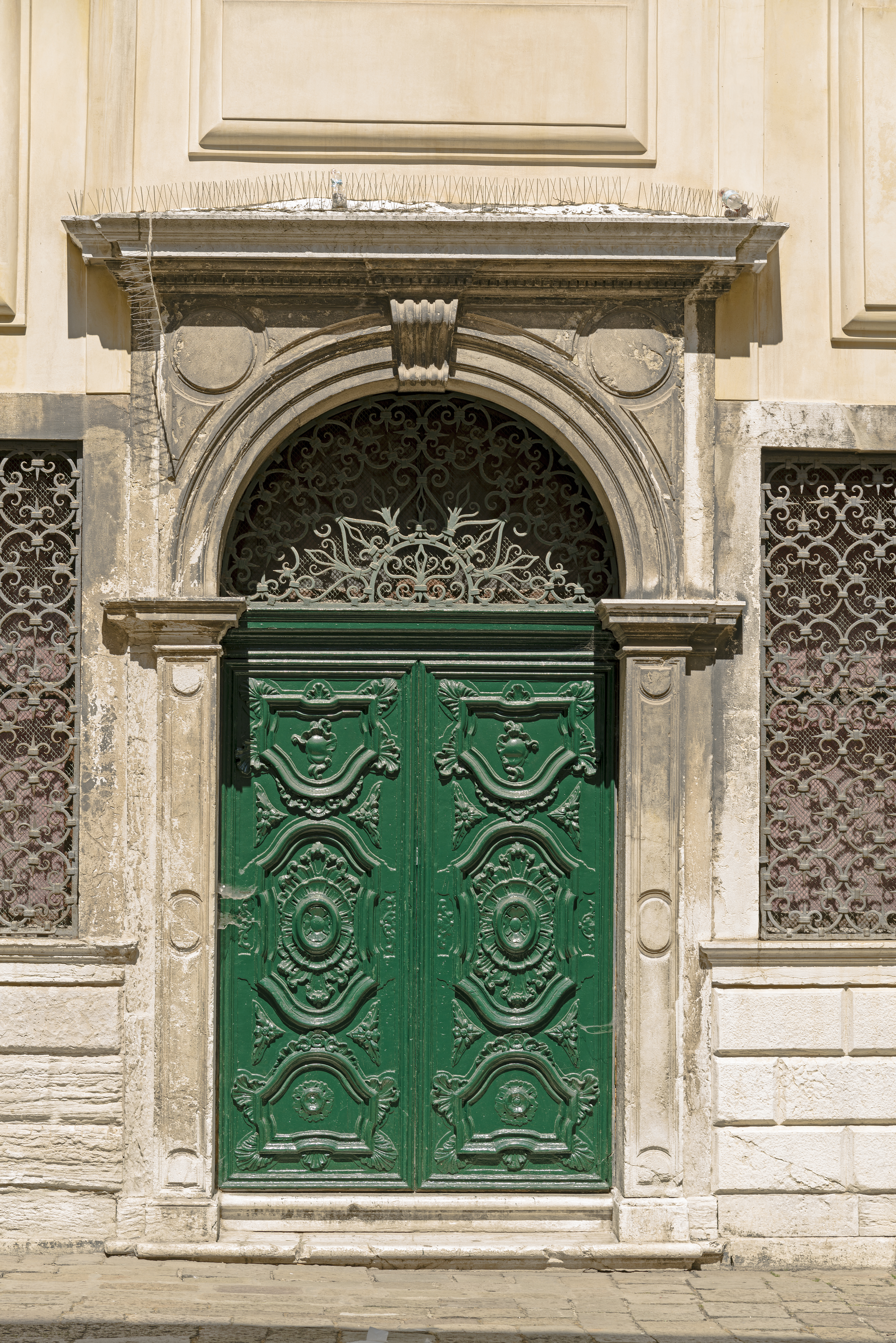
Porte Rococo Scola Levantiana
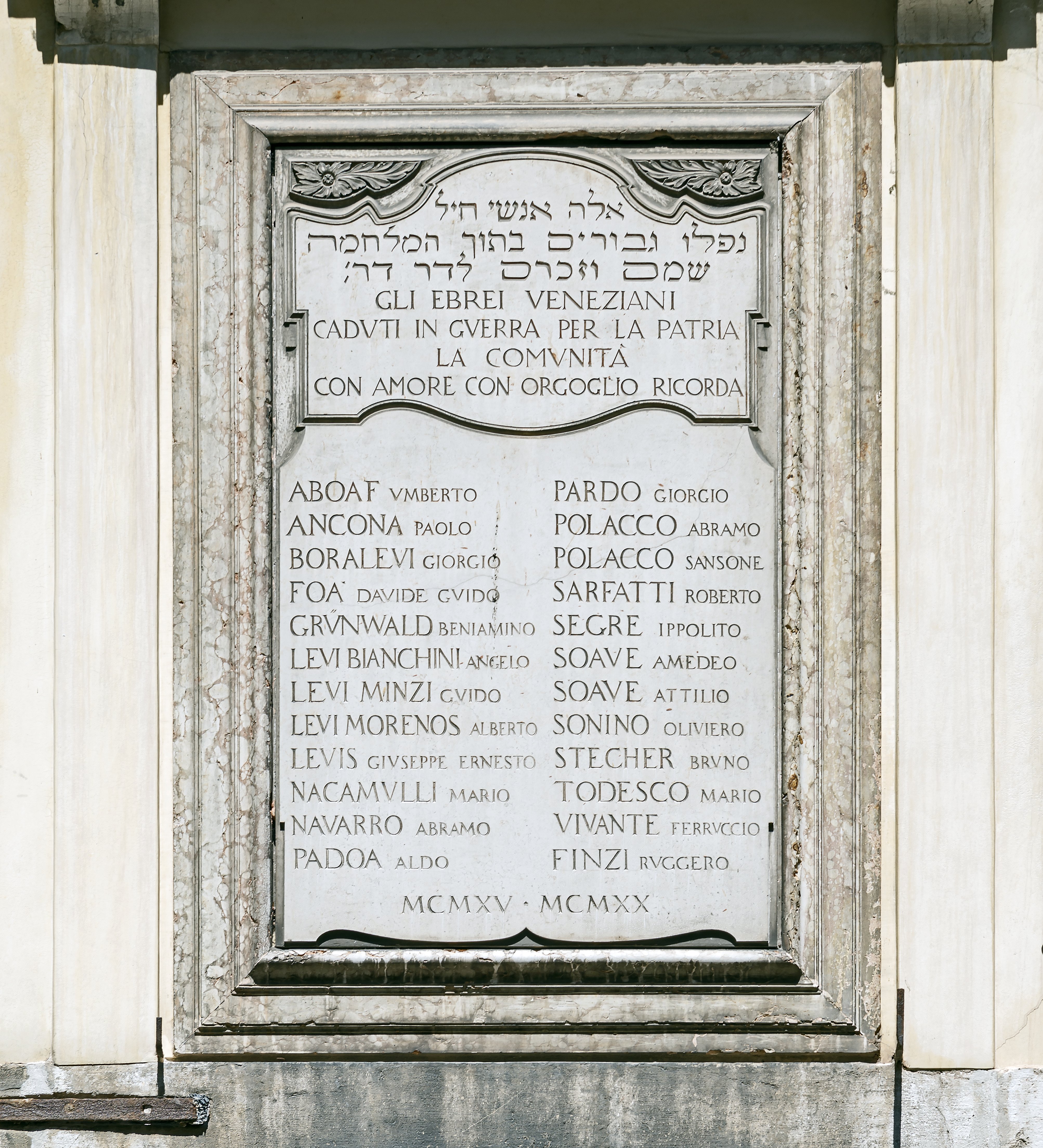
Mémorial de la Première Guerre mondiale.
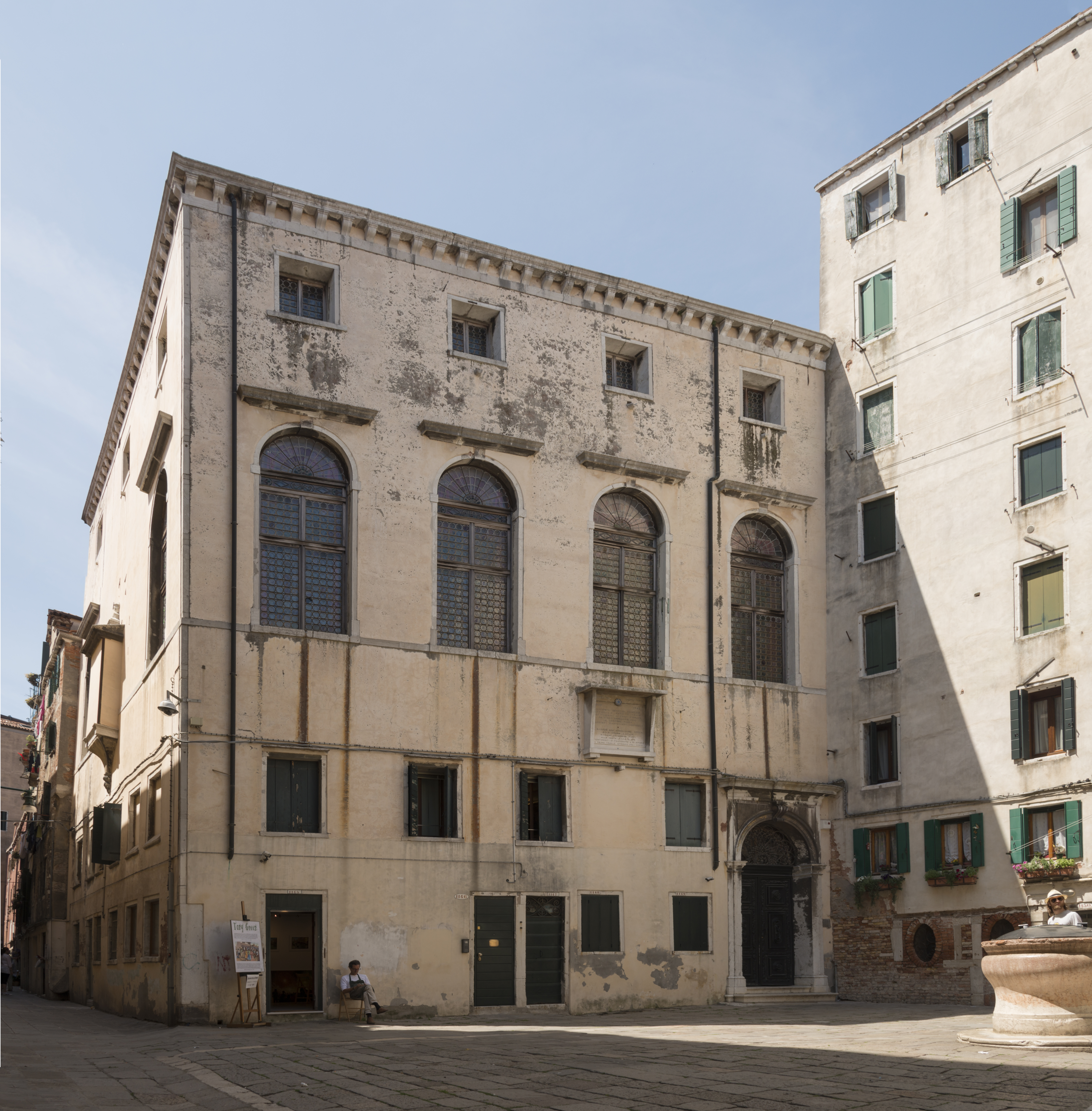
Scola Spagnola
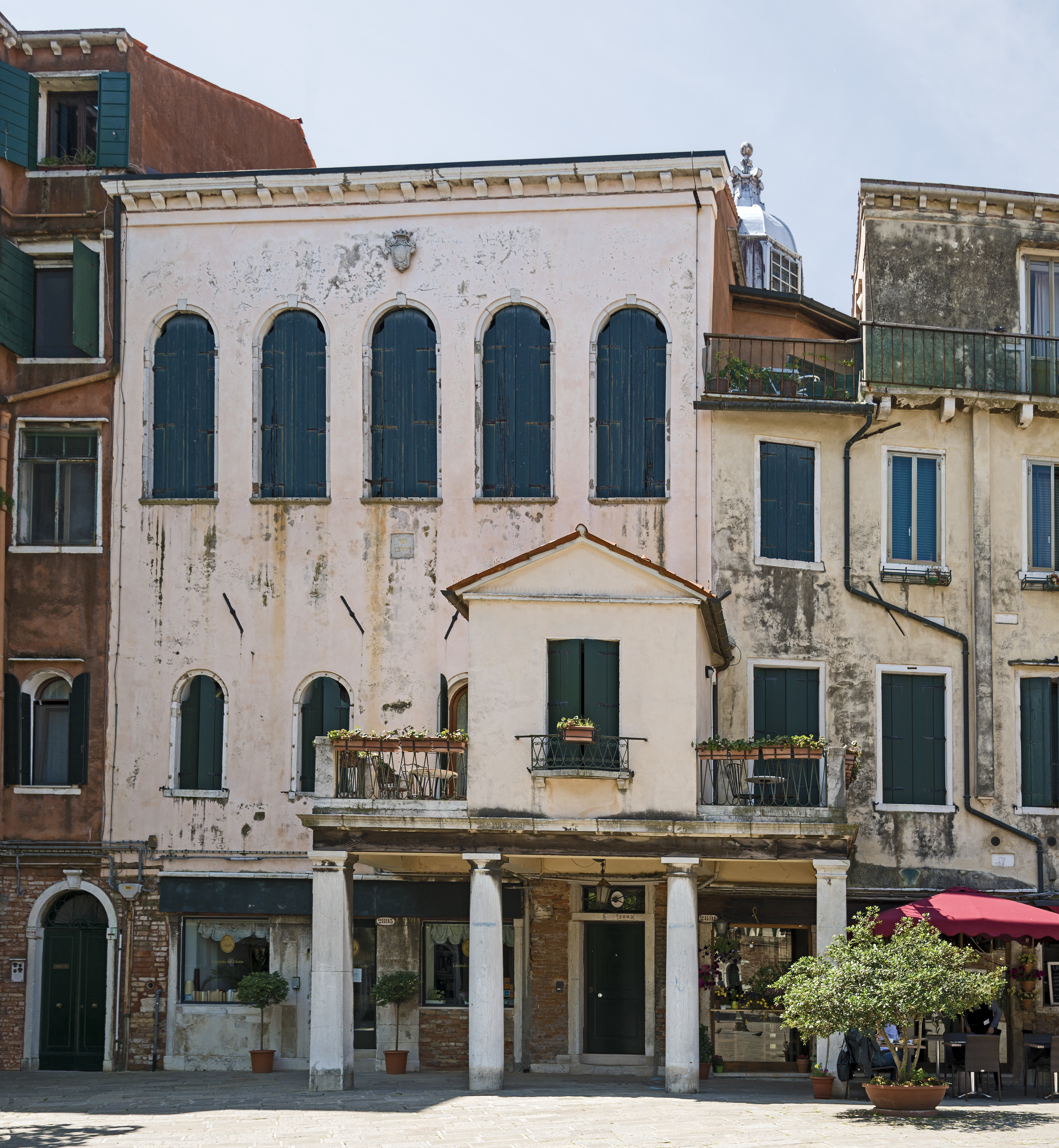
La scola Italiana
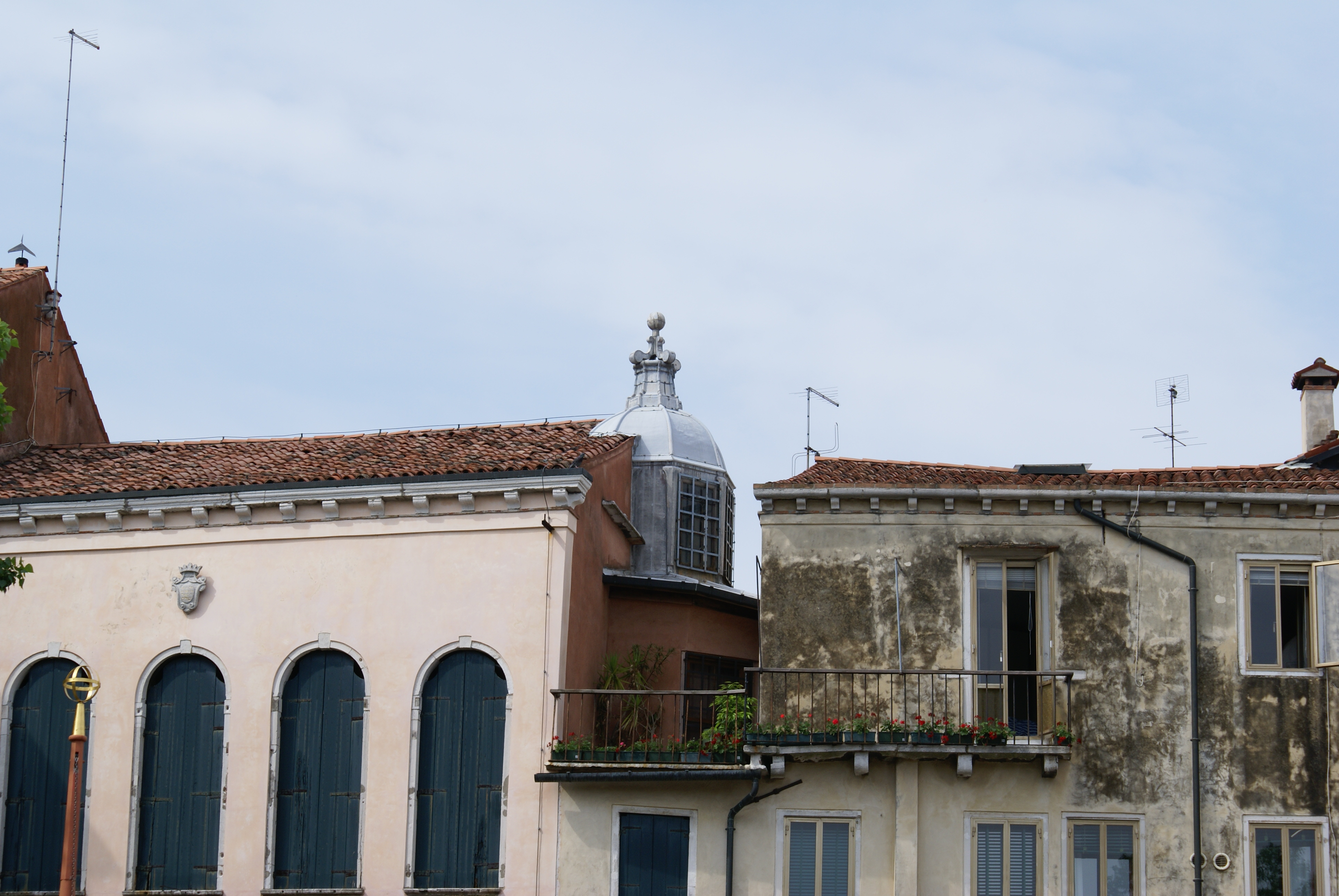
Particularité de la Schola Italiana Ghetto Nuovo

Le Ghetto, après avoir été l'un des quartiers les plus modestes de Venise, est réhabilité depuis une dizaine d'années.

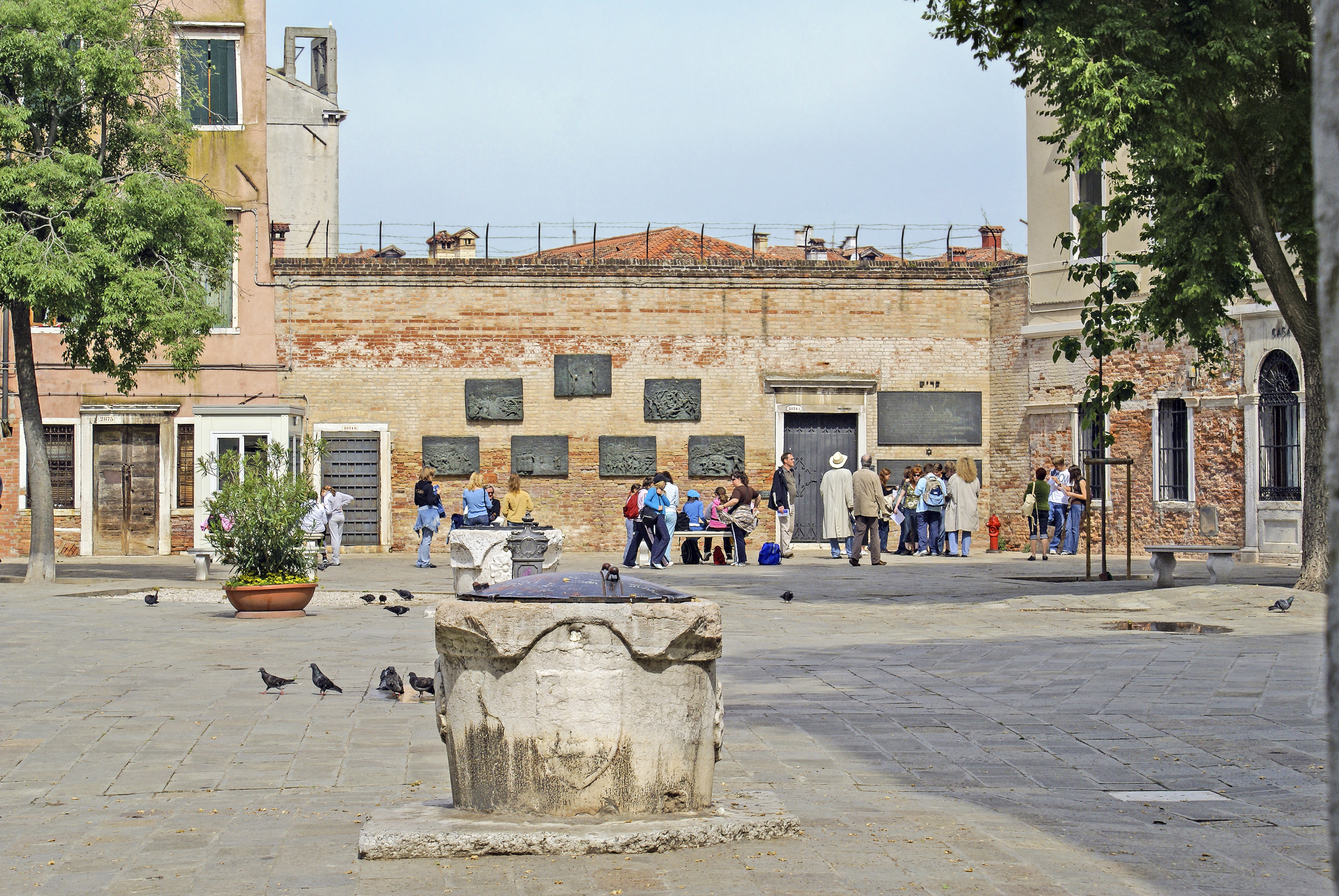
Monument de la Shoah[29] et Vera da pozzo[30] du Campo del  Ghetto Novo.
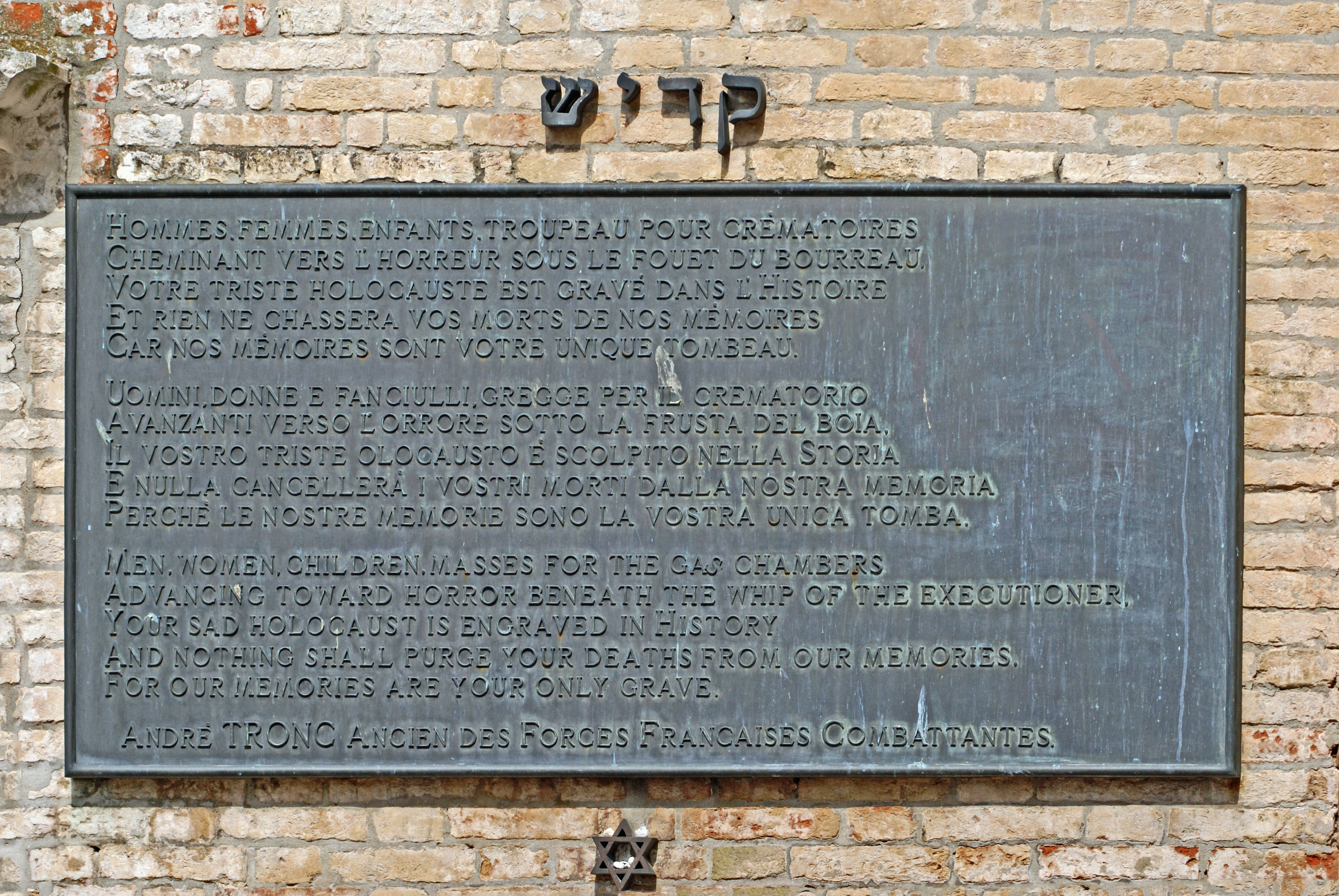
Le mémorial Poème d'André Tronc[31] - Campo del  Ghetto Novo.
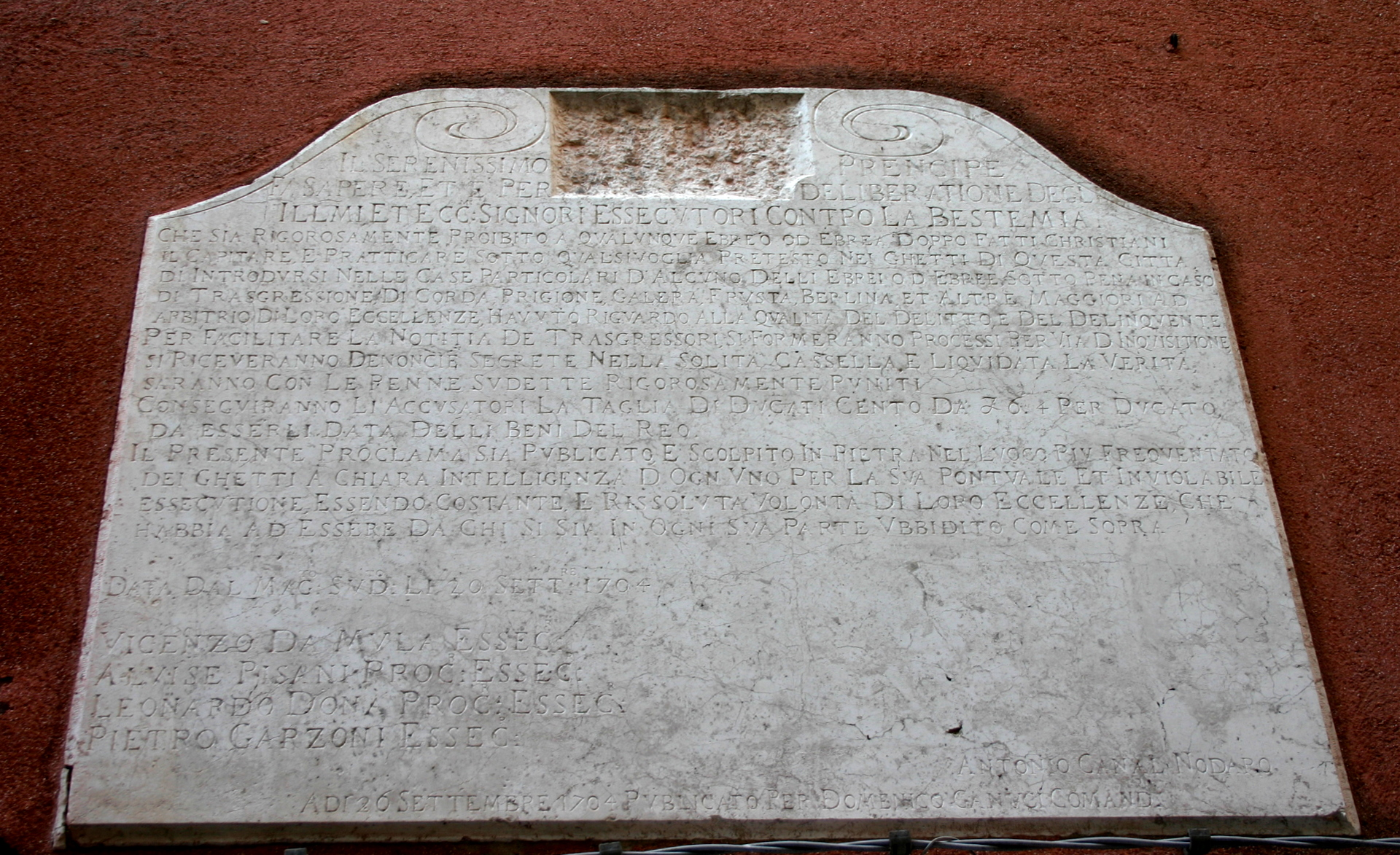
Plaque du décret de 1704
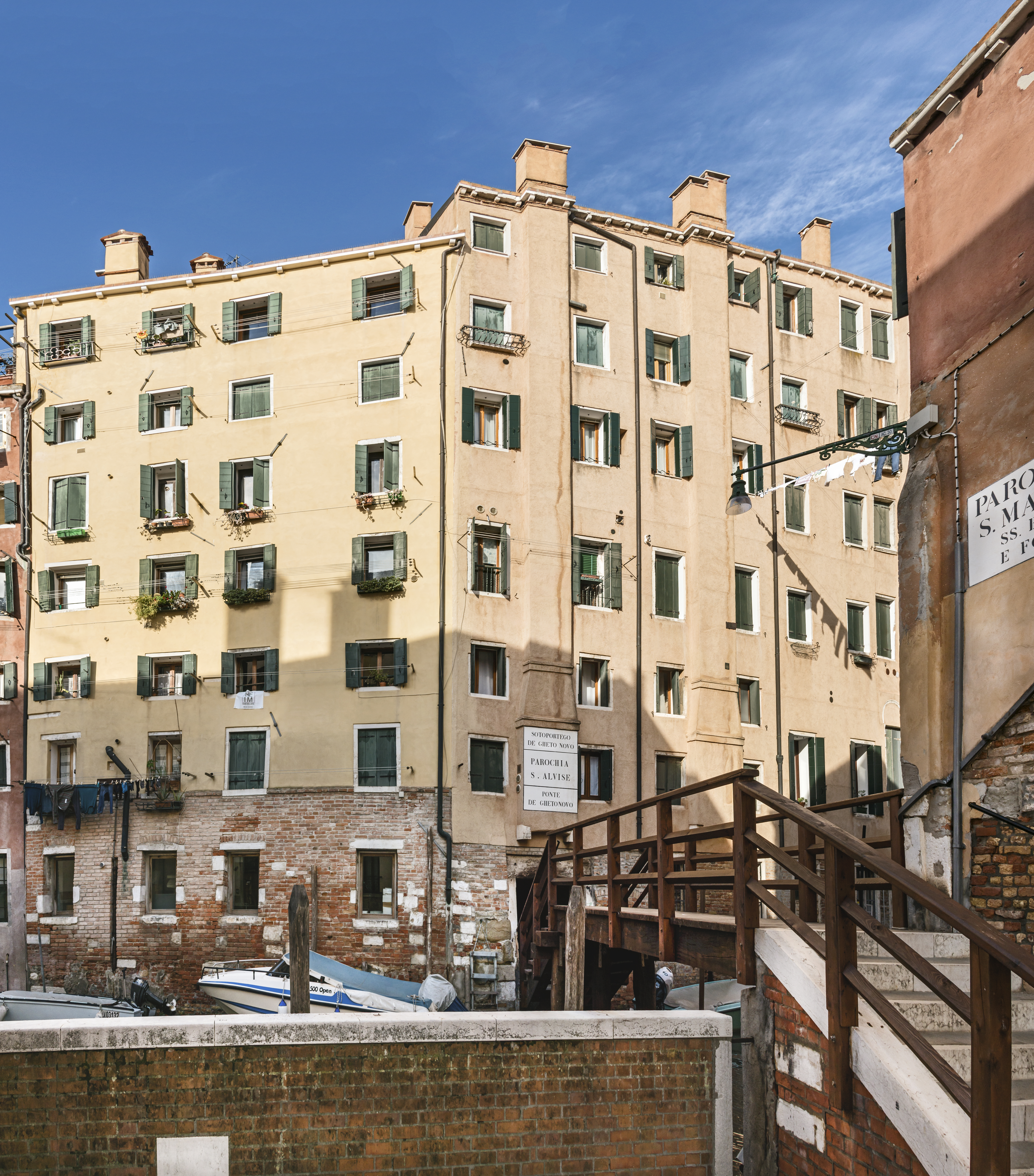
Immeuble de l'entrée du Ghetto Novo.
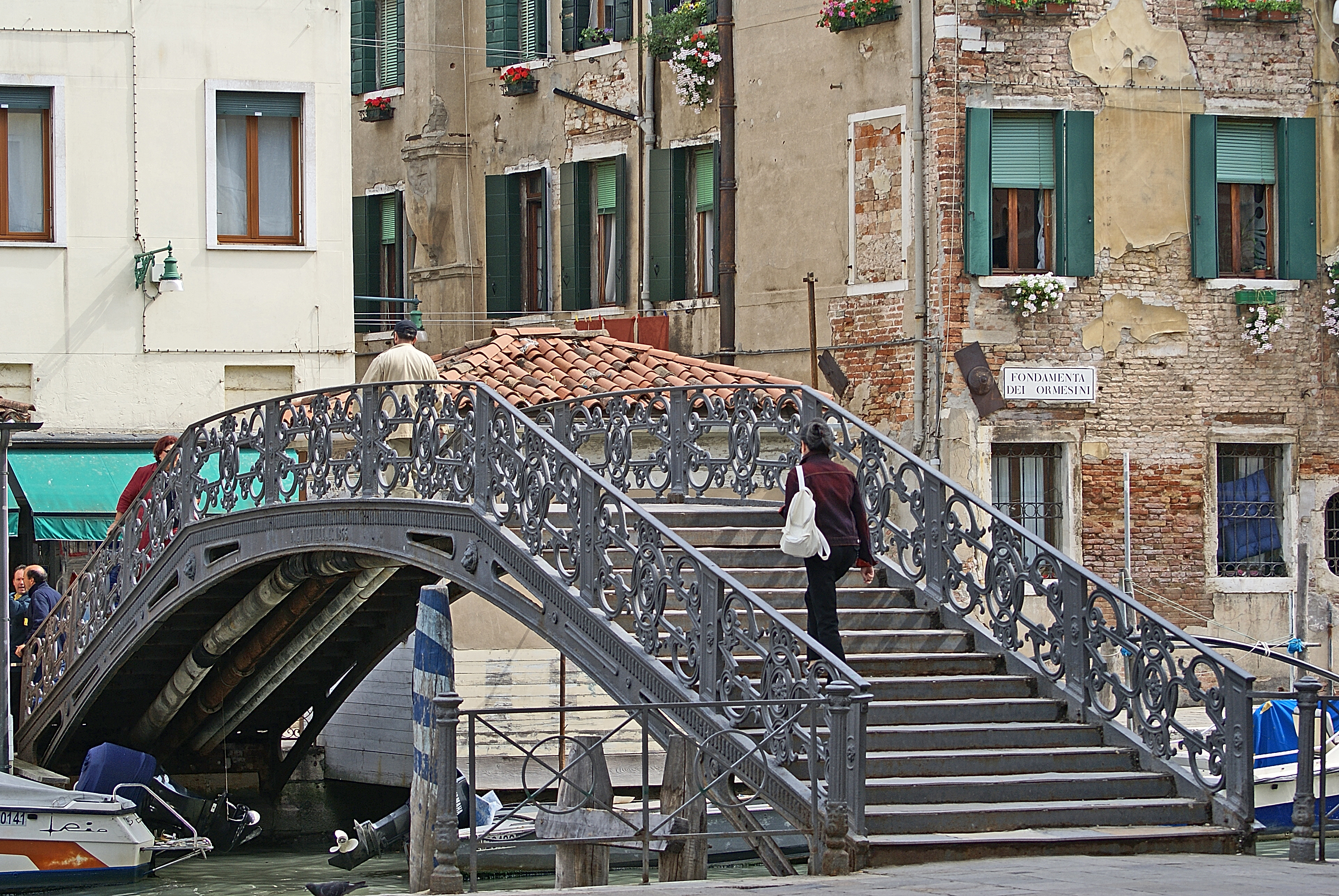
Ponte de Gheto Novo
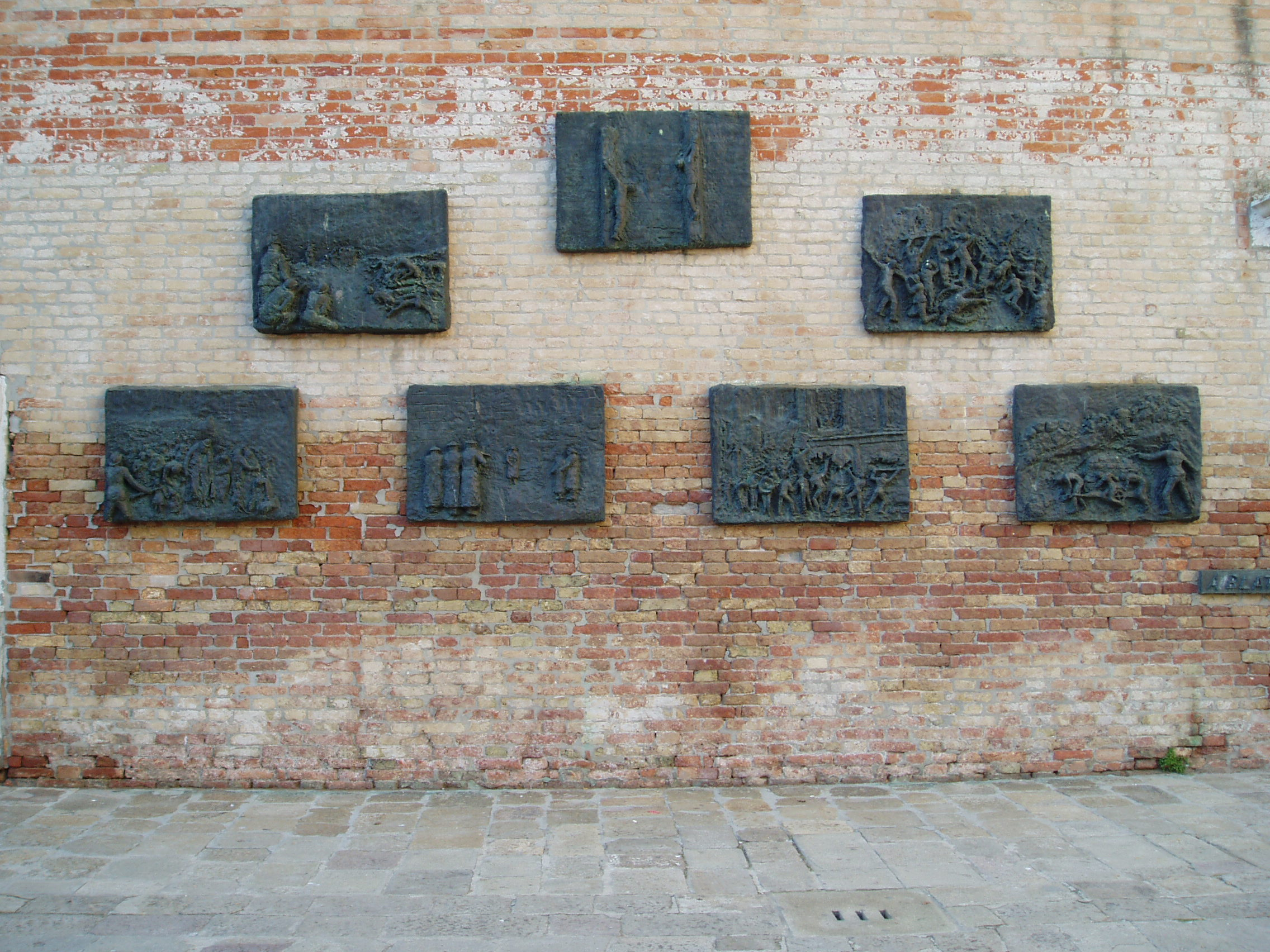
Mémoire de l'holocauste

## Littérature

### Fiction
Le ghetto de Venise apparaît dans diverses œuvres littéraires :
- William Shakespeare, Le Marchand de Venise (1595). Dans cette pièce écrite apparaît le personnage de Shylock, un juif vénitien, avec sa famille.
- Rainer Maria Rilke : Une scène du ghetto, nouvelle incluse dans le recueil Histoires du bon Dieu publié en 1900.
- La trilogie d'Israel Zangwill : Enfants du Ghetto (1897), Rêveurs du Ghetto (1898), Comédies du Ghetto (1907).
- Hugo Pratt : Fable de Venise (1977), roman graphique avec le personnage de Corto Maltese.
- Maud Tabachnik, Le sang de Venise (1999, roman policier)
- Luca Di Fulvio, Les enfants de Venise (2013), roman où l'on assiste à la création du ghetto.
- Le ghetto de Venise est au cœur du roman historique La colline aux corbeaux (2018)[33]  publié par Heliane Bernard et Christian-Alexandre Faure, et dont le héros, jeune apprenti typographe a quitté Lyon et est venu à Venise pour s’initier à l’hébreu classique et parfaire sa formation d’imprimeur.

### Essai
- Alice Becker-Ho, Le premier ghetto ou l'exemplarité vénitienne, 2014.

### Ouvrages historiques
- Riccardo Calimani (en), Histoire du Ghetto de Venise,  éditions Tallandier, 2008
- (it) Ennio Concina, Ugo Camerino, Donatella Calabi, La Città degli Ebrei. Il Ghetto di Venezia : Architettura e urbanistica, Albrizzi, 1991
- (en) Robert A. Curiel, Bernard Dov Cooperman, The Ghetto of Venice, Tauris Parke Books, 1990
- (en) The Venetian Ghetto, Random House Incorporated, 1990
- Donatella Calabi, Ghetto de Venise. 500 ans, Liana Levi, 2016

### Documentaire
- Klaus T. Steindl (de), « Venise et son ghetto » (Venedig und das Ghetto), coproduction Tellux Film, ARTE/NDR, BR, ORF et BMB, 2016
- Celia Lowenstein & Cécile Husson, Les synagogues de Venise, dans la série Des monuments des hommes, France, 2018, 25'55